# Ліщин (зупинний пункт)
Ліщин — пасажирський зупинний пункт Коростенської дирекції Південно-Західної залізниці (Україна), розміщений на дільниці Житомир — Фастів I між станцією Станишівка (відстань — 4 км) і зупинним пунктом 82 км (4 км). Відстань до ст. Житомир — 15 км, до ст. Фастів I — 86 км.
Розташований у Житомирському районі, за 1,5 км на північний схід від Луки і за 1 км на північний захід від Тарасівки.
Відкритий наприкінці XX століття. 2011 року дільницю, на якій розташована платформа, електрифіковано.